# Lady Wood (álbum)
Lady Wood es el segundo álbum de estudio de la cantautora sueca Tove Lo, lanzado el 28 de octubre de 2016. El sencillo líder del álbum, «Cool Girl», fue estrenado el 4 de agosto de 2016, y enlistado en el puesto 15 en Suecia y 84 en el Billboard Hot 100. El álbum fue puesto disponible para pre-ordenar en iTunes el 19 de agosto de ese mismo año y fue lanzado bajo el sello Island Records.

## Lista de canciones
| Edición estándar |                               |                                               |                                      |          |  |
| N.º              | Título                        | Escritor(es)                                  | Producer(s)                          | Duración |  |
| 1.               | «Fairy Dust (Chapter I)»      | Tove Nilsson Jakob Jerlström Ludvig Söderberg | The Struts                           | 0:57     |  |
| 2.               | «Influence» (con Wiz Khalifa) | Nilsson                                       | The Struts                           | 3:44     |  |
| 3.               | «Lady Wood»                   |                                               | The Struts Holter                    | 3:19     |  |
| 4.               | «True Disaster»               | Nilsson Holter                                | Holter                               | 3:44     |  |
| 5.               | «Cool Girl»                   | Nilsson Jakob Jerlström Ludvig Söderberg      | The Struts                           | 3:19     |  |
| 6.               | «Vibes» (con Joe Janiak)      | Nilsson Joe Janiak Jerlström Söderberg        | The Struts                           | 3:46     |  |
| 7.               | «Fire Fade (Chapter II)»      | Nilsson Ilya Salmanzadeh                      | Ilya Salmanzadeh                     | 0:52     |  |
| 8.               | «Don’t Talk About It»         | Nilsson Salmanzadeh                           | Ilya                                 | 3:54     |  |
| 9.               | «Imaginary Friend»            | Nilsson                                       | Ilya Carolina Liar Rickard Göransson | 4:12     |  |
| 10.              | «Keep It Simple»              | Nilsson                                       |                                      | 3:51     |  |
| 11.              | «Flashes»                     | Nilsson                                       |                                      | 4:16     |  |
| 12.              | «WTF Love Is»                 | Nilsson                                       |                                      | 3:41     |  |